# Wyścigowe Samochodowe Mistrzostwa Polski 1997
Sezon 1997 był czterdziestym pierwszym sezonem Wyścigowych Samochodowych Mistrzostw Polski.
Sezon liczył osiem eliminacji, rozgrywanych na torach w Poznaniu (trzy razy), Modlinie (dwa razy), Kamieniu Śląskim (dwa razy) i Kielcach.

## Punktacja
Punkty przyznawano według klucza 20-15-12-10-8-6-4-3-2-1. Do końcowej klasyfikacji kierowcom odejmowano jeden najgorszy wynik. Jeżeli zawodnicy uzyskali identyczną liczbę punktów, to wyżej klasyfikowany był kierowca z większą liczbą zwycięstw, jeśli to nie dawało rozstrzygnięcia – decydowała liczba drugich miejsc itd. Aby przyznać tytuł mistrza, konieczne było sklasyfikowanie pięciu zawodników w klasyfikacji końcowej. Do wyłonienia wicemistrza potrzeba było dziesięciu kierowców, a do drugiego wicemistrza – dwunastu.

## Kategorie
Samochody były podzielone na następujące grupy według regulaminu FIA:
- Grupa E – samochody formuł wyścigowych;
- Grupa H – samochody niehomologowane;
- Grupa A – samochody turystyczne, których produkcja w ciągu 12 miesięcy przekraczała 2500 egzemplarzy. Dozwolony był duży zakres przeróbek pod kątem poprawy osiągów.

Samochody były dodatkowo podzielone na następujące klasy:
- Klasa E-2000 – gr. E, poj. do 2000 cm³;
- Klasa E-1600 – gr. E, poj. do 1600 cm³;
- Klasa E-1300 – gr. E, poj. do 1300 cm³;
- Klasa H pow. 1600 – gr. H, poj. pow. 1600 cm³;
- Klasa H-1600 – gr. H, poj. do 1600 cm³;
- Klasa A-1000 – gr. A, poj. do 1000 cm³.

## Zwycięzcy
| Data              | Tor           | Klasa             | Zwycięzca (kierowcy) | Samochód                | Zwycięzca (zespoły)                                |
| ----------------- | ------------- | ----------------- | -------------------- | ----------------------- | -------------------------------------------------- |
| 11 maja           | Poznań        | klasa E-2000      | Ryszard Luciński     | Dallara F394-Opel       | Castrol - Automobilklub Wielkopolski               |
| 11 maja           | Poznań        | klasa E-1600      | Tomasz Szczęsny      | Reynard 883-VW          | Castrol - Autoklub Rzemieślnik Warszawa            |
| 11 maja           | Poznań        | klasa E-1300      | Marcin Banaszak      | Promot 83-Łada          | PPH Kaczmarek - Automobilklub Wielkopolski         |
| 11 maja           | Poznań        | klasa H pow. 1600 | Andrzej Dziurka      | Opel Astra 2.0          | ALDA - Automobilklub Polski                        |
| 11 maja           | Poznań        | klasa H-1600      | Xawery Mielcarek     | Volkswagen Scirocco     | PPH Kaczmarek - Automobilklub Wielkopolski         |
| 31 maja–1 czerwca | Modlin        | klasa E-2000      | Ryszard Luciński     | Dallara F394-Opel       | Castrol - Automobilklub Wielkopolski               |
| 31 maja–1 czerwca | Modlin        | klasa E-2000      | Ryszard Luciński     | Dallara F394-Opel       | Castrol - Automobilklub Wielkopolski               |
| 31 maja–1 czerwca | Modlin        | klasa E-1600      | Artur Glinczewski    | Reynard 893-VW          | Automobilklub Wielkopolski                         |
| 31 maja–1 czerwca | Modlin        | klasa E-1600      | Artur Glinczewski    | Reynard 893-VW          | Automobilklub Wielkopolski                         |
| 31 maja–1 czerwca | Modlin        | klasa E-1300      | Mariusz Podkalicki   | Estonia 21-Łada         | Automobilklub Szczeciński                          |
| 31 maja–1 czerwca | Modlin        | klasa E-1300      | Marcin Banaszak      | Promot 83-Łada          | PPH Kaczmarek - Automobilklub Wielkopolski         |
| 31 maja–1 czerwca | Modlin        | klasa H pow. 1600 | Tadeusz Myszkier     | Ford Escort RS Cosworth | Lotos - Automobilklub Wielkopolski                 |
| 31 maja–1 czerwca | Modlin        | klasa H pow. 1600 | Tadeusz Myszkier     | Ford Escort RS Cosworth | Lotos - Automobilklub Wielkopolski                 |
| 31 maja–1 czerwca | Modlin        | klasa H-1600      | Henryk Mandera       | Suzuki Swift GTi        | Automobilklub Wielkopolski                         |
| 31 maja–1 czerwca | Modlin        | klasa H-1600      | Xawery Mielcarek     | Volkswagen Scirocco     | PPH Kaczmarek - Automobilklub Wielkopolski         |
| 21–22 czerwca     | Poznań        | klasa E-2000      | Rafał Podolski       | Reynard 913-VW          | Automobilklub Kielecki                             |
| 21–22 czerwca     | Poznań        | klasa E-1600      | Artur Glinczewski    | Reynard 893-VW          | Automobilklub Wielkopolski                         |
| 21–22 czerwca     | Poznań        | klasa E-1300      | Marcin Banaszak      | Promot 83-Łada          | PPH Kaczmarek - Automobilklub Wielkopolski         |
| 21–22 czerwca     | Poznań        | klasa H pow. 1600 | Tadeusz Myszkier     | Ford Escort RS Cosworth | Lotos - Automobilklub Wielkopolski                 |
| 21–22 czerwca     | Poznań        | klasa H-1600      | Henryk Mandera       | Suzuki Swift GTi        | Automobilklub Wielkopolski                         |
| 21–22 czerwca     | Poznań        | klasa A-1000      | Marek Oczkowski      | Fiat Cinquecento 900    | PPH Kaczmarek - Automobilklub Wielkopolski         |
| 9–10 sierpnia     | Kamień Śląski | klasa E-2000      | Wojciech Gąsecki     | Dallara F389-VW         | Automobilklub Szczeciński                          |
| 9–10 sierpnia     | Kamień Śląski | klasa E-2000      | Rafał Podolski       | Reynard 913-VW          | Automobilklub Kielecki                             |
| 9–10 sierpnia     | Kamień Śląski | klasa E-1600      | Tomasz Szczęsny      | Reynard 883-VW          | Castrol - Autoklub Rzemieślnik Warszawa            |
| 9–10 sierpnia     | Kamień Śląski | klasa E-1600      | Artur Glinczewski    | Reynard 893-VW          | Automobilklub Wielkopolski                         |
| 9–10 sierpnia     | Kamień Śląski | klasa E-1300      | Wiktor Gasenko       | Estonia 25-Łada         | PPH Kaczmarek - Automobilklub Wielkopolski         |
| 9–10 sierpnia     | Kamień Śląski | klasa E-1300      | Wiktor Gasenko       | Estonia 25-Łada         | PPH Kaczmarek - Automobilklub Wielkopolski         |
| 9–10 sierpnia     | Kamień Śląski | klasa H pow. 1600 | Andrzej Dziurka      | Opel Astra 2.0          | ALDA - Automobilklub Polski                        |
| 9–10 sierpnia     | Kamień Śląski | klasa H pow. 1600 | Andrzej Dziurka      | Opel Astra 2.0          | ALDA - Automobilklub Polski                        |
| 9–10 sierpnia     | Kamień Śląski | klasa A-1000      | Paweł Kałuża         | Fiat Cinquecento 900    | Automobilklub Kielecki                             |
| 9–10 sierpnia     | Kamień Śląski | klasa A-1000      | Maciej Bekas         | Fiat Cinquecento 900    | PPH Kaczmarek - Automobilklub Wielkopolski         |
| 28 września       | Poznań        | klasa E-2000      | Ryszard Luciński     | Dallara F394-Opel       | Castrol - Automobilklub Wielkopolski               |
| 28 września       | Poznań        | klasa E-1600      | Tomasz Szczęsny      | Reynard 883-VW          | Castrol - Autoklub Rzemieślnik Warszawa            |
| 28 września       | Poznań        | klasa E-1300      | Marcin Banaszak      | Promot 83-Łada          | PPH Kaczmarek - Automobilklub Wielkopolski         |
| 28 września       | Poznań        | klasa H pow. 1600 | Andrzej Dziurka      | Opel Astra 2.0          | ALDA - Automobilklub Polski                        |
| 28 września       | Poznań        | klasa H-1600      | Xawery Mielcarek     | Volkswagen Scirocco     | PPH Kaczmarek - Automobilklub Wielkopolski         |
| 28 września       | Poznań        | klasa A-1000      | Małgorzata Serbin    | Fiat Cinquecento Abarth | Carsystem Voss SIA - Autoklub Rzemieślnik Warszawa |
| 4 października    | Kielce        | klasa E-2000      | Rafał Podolski       | Reynard 913-VW          | Automobilklub Kielecki                             |
| 4 października    | Kielce        | klasa E-1600      | Robert Podolski      | Estonia 25-Łada         | Automobilklub Kielecki                             |
| 4 października    | Kielce        | klasa E-1300      | Marcin Banaszak      | Promot 83-Łada          | PPH Kaczmarek - Automobilklub Wielkopolski         |
| 4 października    | Kielce        | klasa H pow. 1600 | Tadeusz Myszkier     | Ford Escort RS Cosworth | Lotos - Automobilklub Wielkopolski                 |
| 4 października    | Kielce        | klasa A-1000      | Maciej Bekas         | Fiat Cinquecento 900    | PPH Kaczmarek - Automobilklub Wielkopolski         |

## Mistrzowie
| Klasa             | Kierowca          | Samochód                | Zespół                                             |
| ----------------- | ----------------- | ----------------------- | -------------------------------------------------- |
| klasa E-2000      | Ryszard Luciński  | Dallara F394-Opel       | Castrol - Automobilklub Wielkopolski               |
| klasa E-1600      | Artur Glinczewski | Reynard 893-VW          | Automobilklub Wielkopolski                         |
| klasa E-1300      | Marcin Banaszak   | Promot 83-Łada          | PPH Kaczmarek - Automobilklub Wielkopolski         |
| klasa H pow. 1600 | Andrzej Dziurka   | Opel Astra 2.0          | ALDA - Automobilklub Polski                        |
| klasa H-1600      | Xawery Mielcarek  | Volkswagen Scirocco     | PPH Kaczmarek - Automobilklub Wielkopolski         |
| klasa A-1000      | Małgorzata Serbin | Fiat Cinquecento Abarth | Carsystem Voss SIA - Autoklub Rzemieślnik Warszawa |